# Павлоградська міська територіальна громада
Павлоградська міська територіальна громада — територіальна громада в Україні, в новоствореному Павлоградському районі Дніпропетровської області, з адміністративним центром у місті Павлоград.

## Загальна інформація
Площа території — 59,1 км², населення громади — 104 225 осіб (2020 р.).

## Населені пункти
До складу громади увійшло м. Павлоград.

## Історія
Утворена у 2020 році, відповідно до розпорядження Кабінету Міністрів України № 709-р від 12 червня 2020 року «Про визначення адміністративних центрів та затвердження територій територіальних громад Дніпропетровської області», з територією та населеними пунктами Павлоградської міської ради Дніпропетровської області у складі.